# Universität Trnava
Die Universität Trnava wurde im Jahr 1992 in Trnava (damals Tschechoslowakei, seit 1993 Slowakei) gegründet.

## Geschichte
Die 1635 als ungarische Universität Tyrnau in Trnava gegründete und 1777 nach Budapest verlegte Lehranstalt hat keine direkte Beziehung zur heutigen Universität der Stadt.
Die im Jahr 1992 von der Republik Slowakei gegründete Universität verfügt über fünf Fakultäten. Davon sind vier in Trnava und eine in Bratislava lokalisiert.
- In Trnava:[1]
  - Fakultät Philosophie und Kunst
  - Fakultät Pädagogik
  - Fakultät Gesundheit und Sozialwesen
  - Fakultät Recht

- In Bratislava:[2]
  - Fakultät Theologie

Rektor war René Bílik. Ab Januar 2024 leitete Miloš Lichner die Universität als interimistischer Rektor, im Dezember 2024 wurde Lichner für die Dauer von vier Jahren zum Rektor ernannt.